# Anna Stenkovaya
Anna Stenkovaya –en ruso, Анна Стенковая– (Miass, URSS, 1984) es una deportista rusa que compitió en escalada, especialista en la prueba de velocidad.
Ganó tres medallas en el Campeonato Europeo de Escalada entre los años 2004 y 2008.

## Palmarés internacional
| Campeonato Europeo | Campeonato Europeo    | Campeonato Europeo | Campeonato Europeo |
| Año                | Lugar                 | Medalla            | Prueba             |
| ------------------ | --------------------- | ------------------ | ------------------ |
| 2004               | Lecco (Italia)        | Medalla de oro     | Velocidad          |
| 2006               | Ekaterimburgo (Rusia) | Medalla de oro     | Velocidad          |
| 2008               | París (Francia)       | Medalla de bronce  | Velocidad          |